# 피터 길모어

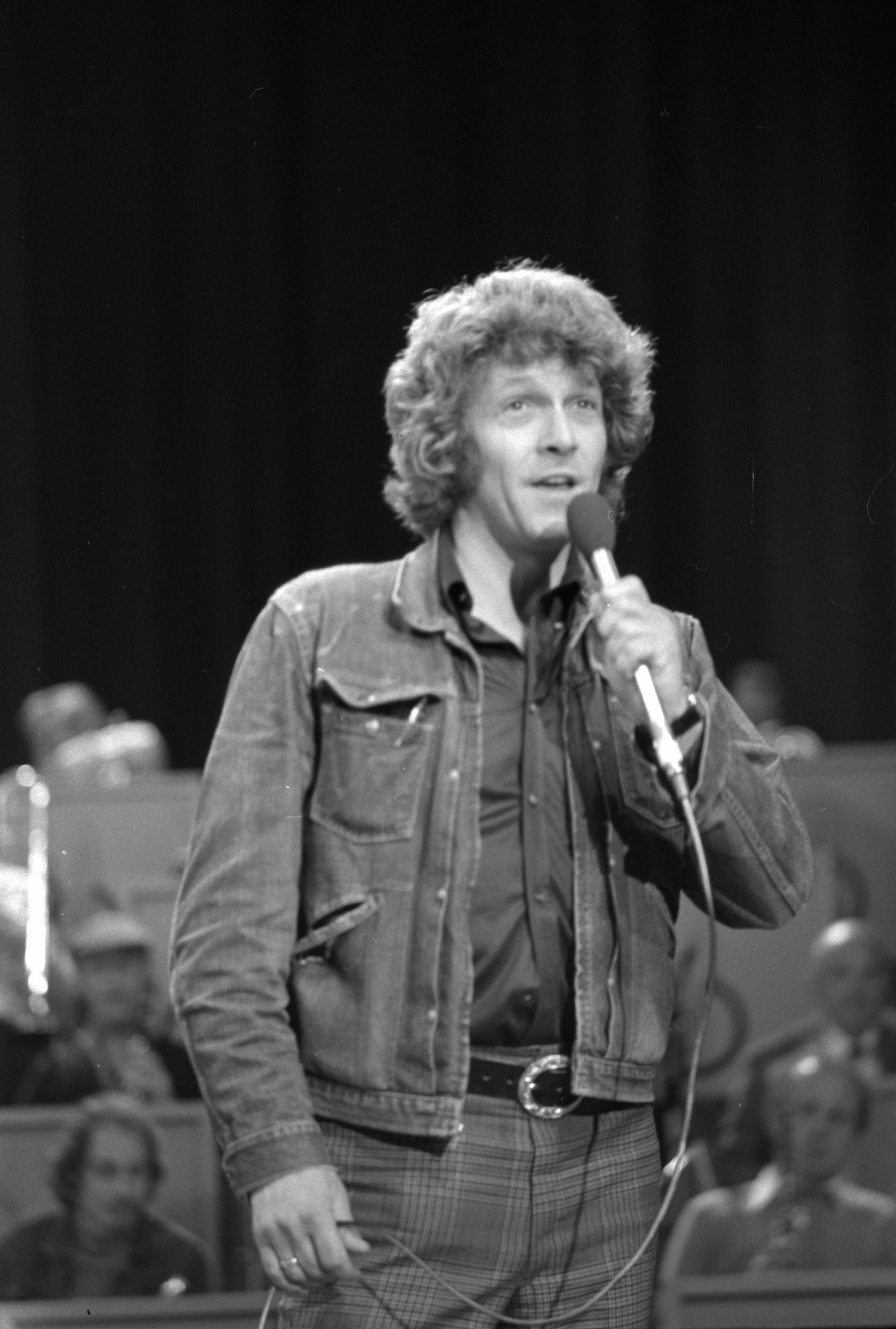

피터 길모어(Peter Gilmore, 1931년 8월 25일 ~ 2013년 2월 3일)는 영국의 배우, 텔레비전 배우, 영화배우이다.
라이프치히에서 태어났으며 런던에서 사망하였다. 사인은 질병이다.

## 영화
- 데인저러스 그라운드 (1995년)
- 워로드 오브 아틀란티스 (1978년)
- 캐리 온 헨리 (1971년)
- 복수의 화신 닥터 파이브스 (1971년)
- 오 왓 어 러브리 워 (1969년)
- 카이버 소동 (1968년)
- 트리니안의 여인들 2 (1966년)